# 烏托邦冰川
烏托邦冰川（英語：Utopia Glacier），是南極洲的冰川，位於帕爾默地，由馬勒納山、西爾蒂斯山、納塔爾嶺和阿瑞斯崖包圍，現時由南極條約體系管理。